# Тамгали-Тас

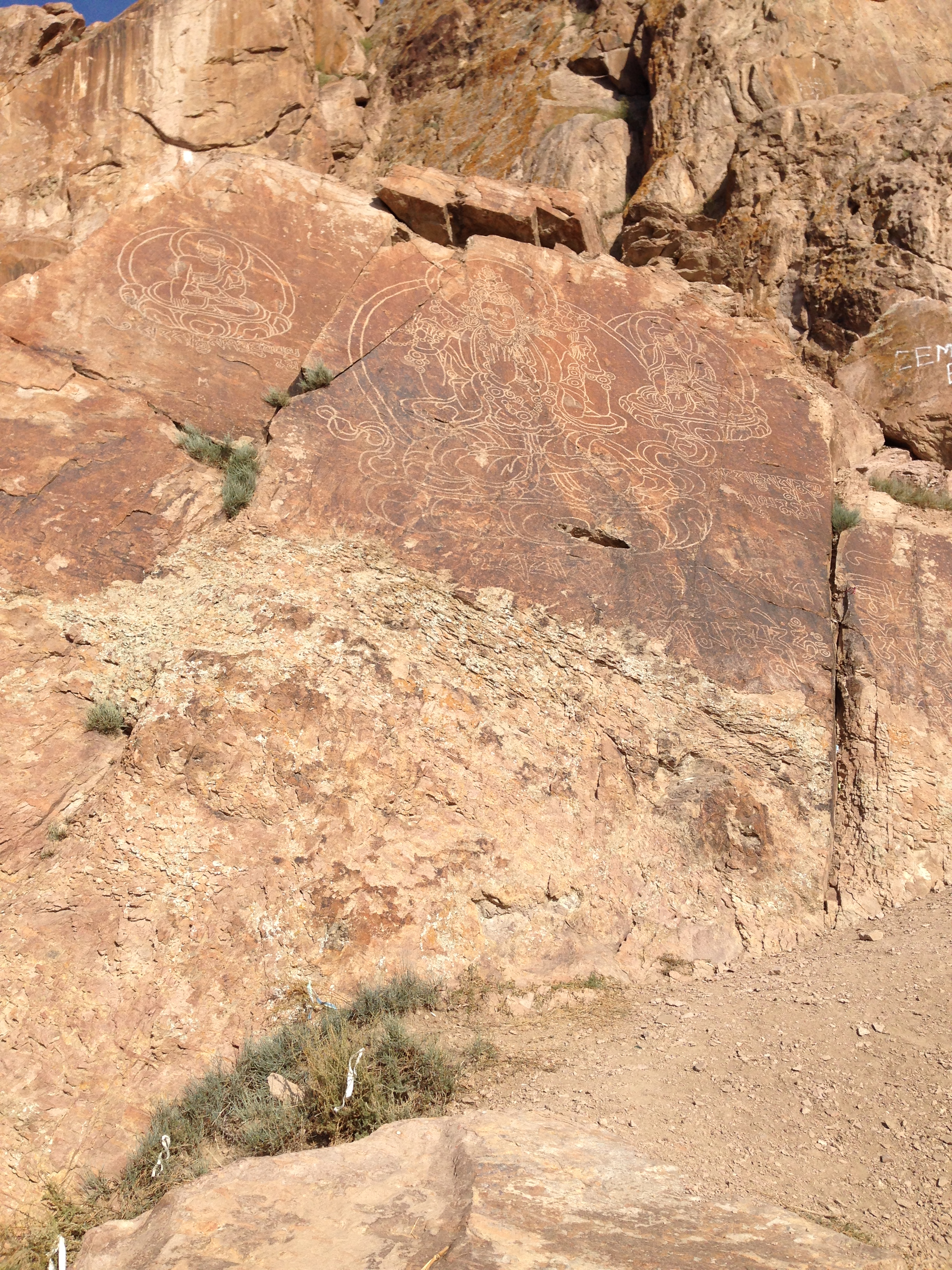
Зображення Будди на камені

Тамгали-Тас («камені зі знаками/писані камені») — урочище біля річки Ілі за 120 км на північ від міста Алма-Ати, де на скелях збереглося безліч петрогліфів, зображень таємничих божеств, пізніх буддистських написів. Серед петрогліфів виділяють близько тисячі скельних зображень, серед яких найбільш відомими є зображення Будди Шакьямуні, Будди Безмежного Світу Амітабха і бодхісаттви Безкінечного Співчуття Авалокітешвара. Крім буддистських малюнків і написів є камінь з давнотюрськими рунічними письменами VIII-IX століть, імовірно залишені кипчаками.
Тамгали-Тас знаходиться під захистом уряду Казахстану як культурна пам'ятка і є Буддійським храмом просто неба про що свідчить табличка при в'їзді в урочище.